# 壓縮比
壓縮比為發動机混合氣體被壓縮的程度。評斷內燃機性能的數值，一般來說愈高愈好。壓縮比的定義是：活塞位於下死點時气缸的總容積除以活塞位於上死點時燃燒室的容積。
通常提高壓縮比可以使內燃機的馬力提高，也可以產生節省燃料、提高機械效率的效果。提高壓縮比的同時也必須考量：會不會產生爆震（knock），內燃機的精密度要高，材料更要耐磨。
通常，汽油引擎壓縮比介於7～13之間，柴油引擎壓縮比介於16～24之間。
某些特别设计的发动机，如马自达的創馳藍天技術（SkyActiv），汽油发动机可以达到14:1壓縮比，甚至更高；柴油引擎发动机可以降低到14:1壓縮比，甚至更低。
可变压缩比是一种应用在内燃机的技术，用来提高燃料效率。